# New Horizon (album de Hiro Takahashi)
New Horizon (stilizat new horizon) este un album al cântărețului japonez Hiro Takahashi, lansat în anul 1995. Inspirat de muzica anilor 1960 și 1970, acesta este al treilea său album, ultimul lansat de către casa de discuri Media Remoras.
De pe New Horizon au fost extrase două single-uri, Shiawase no Pilot și Kuchibiru ga Hodogenai.

## Tracklist
1. "White Jeans" (ホワイトジーンズ)
2. "Shin Sekai" (新世界)
3. "Kuchibiru ga Hodogenai - album mix" (くちびるがほどけない)
4. "Mou Nakumaiyo" (もう泣くまいよ)
5. "Migi Kara no Kimi no Yokogao" (右からの君の横顔)
6. "Illusion" (イリュージョン)
7. "Koi no Byoutou 303" (恋の病棟303)
8. "Katta mo Douzen" (勝ったも同然)
9. "Yume no Sayonara" (夢でさようなら)
10. "Tomoshibi" (ともしび)
11. "Hatoba eno 24hour" (波止場への24時間)
12. "Shiawase no Pilot - album mix" (しあわせのパイロット)

1. ↑  „高橋ひろ / ニュー・ホライズン [廃盤] - CDJournal” (în japoneză). artist.cdjournal.com. Accesat în 24 iulie 2022.